# World Future Council

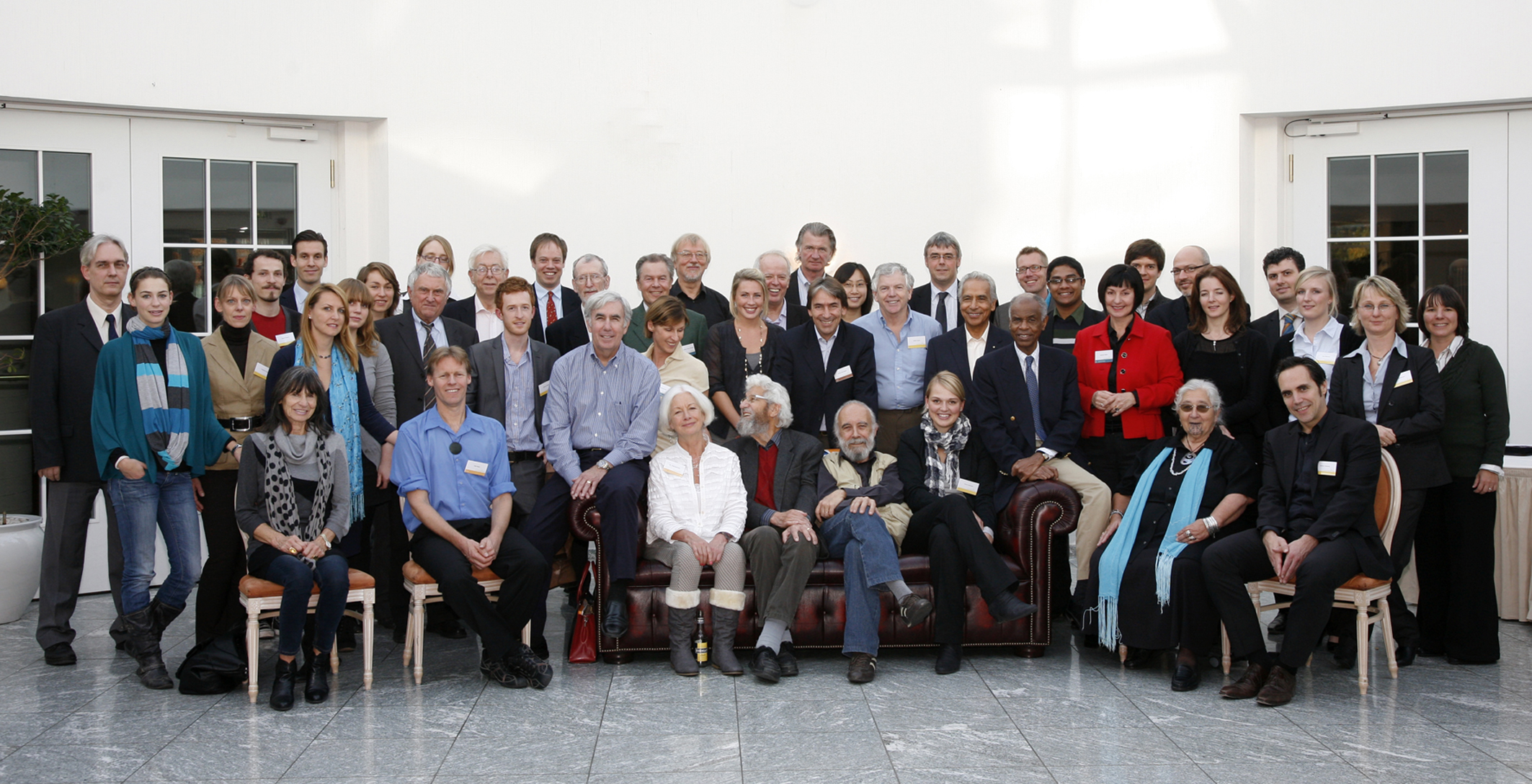
Jahreshauptversammlung des World Future Council in Hamburg 2011

Der World Future Council (WFC) ist eine deutsche gemeinnützige Stiftung mit Sitz in Hamburg. Er setzt sich nach eigenen Angaben dafür ein, nachfolgenden Generationen einen gesunden und nachhaltigen Planeten mit gerechten und friedlichen Gesellschaften zu übergeben. Um dies zu erreichen, will der WFC zukunftsgerechte Lösungen für aktuelle Herausforderungen der Menschheit identifizieren, entwickeln, aufzeigen, verbreiten und deren Umsetzung weltweit fördern. Die Rechte künftiger Generationen sollen den Entscheidungsträgern nahe gebracht werden. 
Der Rat besteht aus bis zu 50 Mitgliedern aus Politik, Wissenschaft, Wirtschaft, Zivilgesellschaft und Kultur. Jakob von Uexküll, der Stifter des Alternativen Nobelpreises, hat den World Future Council 2007 mit Unterstützung von Barbara Seiller, Michael Otto und Herbert Girardet gegründet. Der WFC finanziert seine Arbeit durch Spenden und institutionelle Partnerschaften.

## Geschichte
Die Organisation wurde im Jahr 2000 von Jakob von Uexküll initiiert und von ihm zusammen mit Herbert Girardet 2005 in dem Buch „Die Aufgaben des World Future Council“ beschrieben. Im Jahr 2005 wurde der WFC als rechtsfähige Stiftung des bürgerlichen Rechts anerkannt. Seit 2006 befindet sich der Sitz in Hamburg. Die aktuelle Satzung, die den Rahmen für eine global agierende gemeinnützige Stiftung mit Mitgliedern aus allen Teilen der Welt setzt, ist seit 2007 in Kraft. Der Stiftungsrat wurde erstmals im Mai 2007 im Hamburger Rathaus einberufen. Die Grundfinanzierung (2007 bis 2009) erfolgte durch die Freie und Hansestadt Hamburg sowie durch Spenden des Unternehmers Michael Otto und der Brüder Rickmers. 

## Tätigkeitsfeld
Die Stiftung betrachtet sich selbst als globale Fürsprecherin für die Interessen jetziger und zukünftiger Generationen in der internationalen Politik, mit dem Schwerpunkt auf Umwelt- und Klimaschutz, nachhaltiger Energieversorgung und nachhaltigen Ökosysteme, Frieden und Abrüstung sowie Rechte von Kindern und Jugendlichen. Der Rat mit seinen bis zu 50 ehrenamtlichen Mitgliedern tagt einmal jährlich und legt das Arbeitsprogramm fest. Die Entscheidungen und Empfehlungen des Rates werden in Abstimmung mit Expertenkommissionen und externen Beratern vorbereitet und verbreitet.
Nach Ansicht der Stiftung sind die Lösungen für viele globale Zukunftsprobleme bereits vorhanden. Der Rat fordert Entscheidungsträger weltweit auf, die Handlungsdefizite, die eine nachhaltige und friedliche Zukunft der Menschheit behindern, zu überwinden und neue Wege einzuschlagen. Der Schwerpunkt der Arbeit des WFC liegt in der Politikberatung. Dabei orientiert sich der WFC an dem Grundsatz, das zu fordern, was nach seiner Überzeugung notwendig ist, und nicht nur das, was politisch zu einem bestimmten Zeitpunkt möglich erscheint. Die Organisation setzt sich für eine Weltgemeinschaft ein, die auf den Werten Gewaltfreiheit, Nachhaltigkeit, Respekt und Gerechtigkeit basieren soll.

### Der Future Policy Award

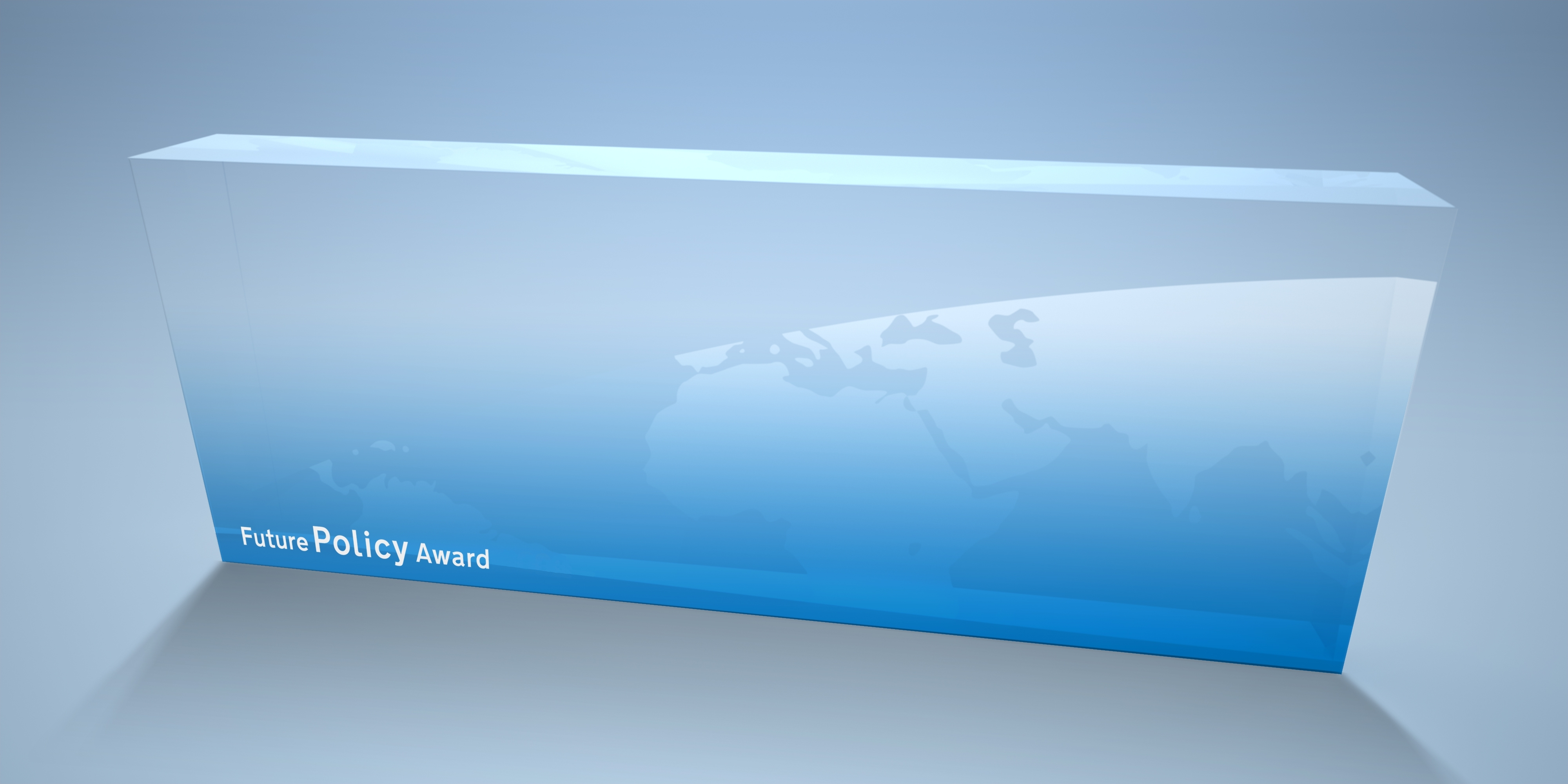
Future Policy Award

Der Future Policy Award (FPA), welcher auch als „Polit-Oscar“ bezeichnet wird, ist weltweit der einzige Preis zur Prämierung von Gesetzen, die bessere Lebensbedingungen für heutige und zukünftige Generationen fördern. Der Preis zeichnet zukunftsgerechte Politik auf internationaler Ebene nach Ansicht der Organisation aus. Zwischen 2009 und 2021 wurden 60 Politikinstrumente aus 40 Ländern in den Themengebieten Natur- und Umweltschutz, Menschenrechte und Frieden ausgezeichnet.

### Datenbank für nachhaltige Gesetze: FuturePolicy.org
Auf der Website stellt die Stiftung Empfehlungen und Praxisbeispiele für nachhaltige, zukunftsgerechte Gesetzgebung (jeweils nach deren Ansicht) in englischer Sprache zusammen. In der Online-Datenbank befinden sich Gesetze zu vier Themengebieten, „Sustainable Ecosystems“, „Rights of Children, Youth and Women“, „Climate Change“ und „Peace and Disarmament“.

### Kinder- und Jugendrechte
Seit 2014 macht sich der WFC mit dem Programm „Kinder- und Jugendrechte“ dafür stark, dass Mädchen, Jungen und junge Menschen ihre Rechte wahrnehmen, damit sie gesund aufwachsen und ihr Potenzial voll entfalten können. Der WFC sieht den Staat in der Verpflichtung, entsprechende Rahmenbedingungen herzustellen. Daher will das Team gute und bewährte politische Maßnahmen und Gesetze für Kinder- und Jugendrechte identifizieren, bekanntmachen und Verantwortliche inspirieren, Ähnliches im eigenen Kontext umzusetzen. Hierzu fördert es weltweit den fachlichen und politischen Austausch zu Kinder- und Jugendrechten mit Entscheidungsträgern und bietet praktische Methoden und Instrumente für ein schnelleres Handeln an. Schwerpunktmäßig arbeitet das Team an den Themen Schutz von Kindern, Bildung für nachhaltige Entwicklung, das Kinder- und Jugendrecht auf eine gesunde Umwelt sowie Stärkung von Jugendlichen.

### Energie und gerechte Entwicklung
Internationale Vereinbarungen wie das Pariser Klimaabkommen oder die Agenda 2030 signalisieren zwar den politischen Willen für die notwendige Wende hin zu erneuerbaren Energien, Nachhaltigkeit und Klimaschutz, sind jedoch nicht ausreichend, um den globalen Temperaturanstieg auf 1,5 °C zu begrenzen. Nach Ansicht des WFC fehlen fundierte politische Lösungen und Maßnahmen zum sozialgerechten Ausbau erneuerbarer Energien und zur Steigerung von Energieeinsparungen sowie die Freisetzung der notwendigen finanziellen Ressourcen. Politische Maßnahmen, um insbesondere marginalisierte und vulnerable Gruppen in partizipatorischen, politischen Entscheidungsprozesse einzubeziehen, fehlen. Deshalb ist das Ziel des WFCs, nationalen Entscheidungsträger zu helfen, internationale Vereinbarungen in nationale Maßnahmen und politische Rahmenbedingungen zu überführen. Zu diesem Zweck gründete die Stiftung 2018 das global agierende Parlamentariernetzwerk Global Renewables Congress und entwickelt im Rahmen von Multi-Akteurs Partnerschaften Langzeitstrategien für eine sozialgerechte Energiewende in Ländern des Globalen Südens zum Thema Klima und Energie hat die Stiftung Studien, Bücher und Kurzfilme veröffentlicht und organisiert Workshops mit Experten aus mehr als 50 Ländern. Die Stiftung berät Regierungen, Parlamentarier, Zivilgesellschaft und internationale Organisationen wie die Internationale Agentur für Erneuerbare Energien (IRENA), das Programm der Vereinten Nationen für menschliche Siedlungen (UN-Habitat) und das Climate Vulnerable Forum (CVF).
Ein weiterer Arbeitsbereich der Stiftung ist nachhaltige Wirtschaft. Der WFC erarbeitet Vorschläge zur zukünftigen Rolle von Zentralbanken, um die Erderwärmung auf unter 1,5 °C zu begrenzen, sowie zur Finanzierung einer umfassenden Energiewende. Im Jahr 2018 brachte die Stiftung analog zum Banken-Bailout in der globalen Finanzkrise 2007 den Begriff "Klima-Bailout" ins Spiel, mit dem Argument, der Kampf gegen den Klimawandel falle unter das Mandat der Zentralbanken, da die Stabilität des Klimas ähnlich system-relevant sei wie die der Banken. Anfang November 2018 machte Benoît Cœuré, Direktoriums-Mitglied der EZB, während einer Konferenz ein ähnlich lautendes Statement.

### Nahrungssicherheit und Lebensräume
Der WFC verbreitet Gesetze, die dazu beitragen, Hunger und Mangelernährung auszulöschen, den nachhaltigen Umgang mit natürlichen Ressourcen fördern und auf ökologischen Prinzipien basieren. Bei der Beratung von politischen Entscheidungsträgern fördert der WFC Süd-Süd Kooperationen, um die Nahrungssicherheit und nachhaltige Landwirtschaft zu stärken.

### Frieden und Abrüstung
Der World Future Council arbeitet mit politischen Entscheidungsträgern und anderen Akteuren an politischen Lösungen für die Herausforderungen, die sich aus dem Fortbestand von Massenvernichtungswaffen, der Herstellung von und dem Handel mit konventionellen Waffen und den dauerhaften gesundheitlichen Auswirkungen von explosiven Kriegsmunitionsrückständen ergeben. 
Durch die Erleichterung des Austauschs von Erfahrungen und Fachwissen zwischen Ländern und Regionen, die Förderung bewährter Praktiken und Strategien und die Bereitstellung praktischer Instrumente für politische Maßnahmen soll das Programm sicherstellen, dass die Vorteile der Abrüstung grenzüberschreitend genutzt werden.

### Methodologie für zukunftsgerechte Gesetzgebung
Die Stiftung hat eine Methodologie für eine Gesetzgebung entwickelt, die zukunftsgerecht sein soll und die Gesetzgeber bei der Konzeption, Auswertung und Änderung von Gesetzen unterstützen soll. Die Methodologie basiert auf den sieben Prinzipien für nachhaltige Entwicklung, die von der International Law Association vorgestellt und auf dem Weltgipfel für nachhaltige Entwicklung im Jahr 2002 verabschiedet wurden. Die Prinzipien sollen dazu beitragen, dass wichtige, allgemein gültige Standards von Nachhaltigkeit und Gerechtigkeit, menschlichen Rechten und Freiheiten sowie die Achtung der Umwelt berücksichtigt werden. Die Methodologie wird auch bei der Bewertung der zum Future Policy Award des WFC eingereichten Gesetze verwendet.

## Ratsmitglieder
(Stand: Oktober 2024)
- Hafsat Abiola-Costello
- Helmy Abouleish
- Charlotte Aubin
- Maude Barlow
- Dipal Chandra Barua
- Kehkashan Basu
- Ana Maria Cetto
- Shuaib Chalklen
- Tony Colman
- Marie-Claire Cordonier Segger
- Thais Corral
- Daniel Dahm
- Angelina Darvydova
- María Fernanda Espinosa Garcés
- Anda Filip
- Sándor Fülöp
- Rafia Ghubash
- Luc Gnacadja
- Maja Göpel
- Neshan Gunasekera
- Hans Rudolf Herren
- Ashok Khosla
- Alexander Likhotal
- Rama Mani
- Julia Marton-Lefèvre
- Wanjira Mathai
- Jan McAlpine
- Frances Moore Lappé
- Nkatha Murungi
- Cherie Nursalim
- Auma Obama
- Anna Oposa
- Katiana Orluc
- Andrea Reimer
- Otto Scharmer
- Vandana Shiva
- Victoria Tauli-Corpuz
- Pedro Tarak
- Alyn Ware
- Anders Wijkman

## Ehrenratsmitglieder
(August 2021)
- Patrus Ananias
- Hon Helen Clark
- Ahmed Djoghlaf
- Riane Eisler
- Olivier Giscard D'Estaing
- Herbert Girardet
- Jane Goodall
- Gertrude Ibengwé Mongella
- Hiu NG
- Pauline Tangiora
- Michael Otto
- Ernst Ulrich von Weizsäcker
- Barbara Woschek